# Marcillac-la-Croisille
 Marcillac-la-Croisille  (en occitano Marcilhac la Crosilha) es una comuna   y población de Francia, en la región de Lemosín, departamento de Corrèze, en el distrito de Tulle y cantón de La Roche-Canillac.
Su población en el censo de 2008 era de 834 habitantes, la mayor del cantón.
No está integrada en ninguna Communauté de communes.

## Demografía
| 825 | 907 | 801 | 777 | 787 | 778 | 834 |
| Para los censos de 1962 a 1999 la población legal corresponde a la población sin duplicidades (Fuente: INSEE [Consultar]) |     |     |     |     |     |     |